# After Image (film, 2001)
Pour plus de détails, voir Fiche technique et Distribution.
After Image est un thriller américain réalisé par Robert Manganelli en 2001. Le film a été tourné essentiellement à Rochester, État de New York.

## Synopsis
Joe MacCormack est un photographe employé par la police sur les scènes de crime. Alors qu'il travaille sur une série de meurtres, il fait la connaissance d'une jeune femme sourde et muette qui a des visions prémonitoires. Ensemble, ils vont essayer d'empêcher le psychopathe de tuer à nouveau... 

## Fiche technique
- Titre Original : After Image
- Réalisation : Robert Manganelli
- Scénario : Robert Manganelli, Tony Schillaci
- Caméra : Robert Manganelli, Kurt Brabbée
- Casting : Rachel Abroms
- Costumes : Visnja Rodic Clayton
- Direction artistique : John Vincent
- Musique : Richard Tuttobene
- Photographie : Christopher Nakis, Jessie Weisz
- Producteurs : A Whitetail Images, Robert Manganelli Film,
- Sociétés de production : Metropolitan Films, Intermedia, Catch 23 Entertainment
- Société de distribution : Buena Vista Home Video, Intermedia
- Budget: $1 200 000 (estimé)
- Pays d'origine :  États-Unis,  Royaume-Uni
- Format : couleur – 35 mm – 2,35:1 – son Dolby Digital 5.1
- Langue originale : anglais, American Sign Language
- Genre : thriller, drame
- Durée : 92 minutes
- Dates de sortie :
  - États-Unis : 22 janvier 2001
  - Espagne : 16 août 2003
  - États-Unis : 2 août 2005 (Sortie DVD)

## Distribution
- John Mellencamp : Joe MacCormack
- Terrylene : Laura
- Michael Zelniker : Rye
- Louise Fletcher : tante Cora
- Billy Burke : Sammy

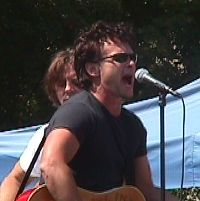
John Mellencamp lors d'un concert à Bloomington, Indiana.

- Michael Twaine : le détective Conway
- Kristen Royal : Christine D'Angelo
- Mark S. Almekinder : Dr. Morris
- Dea Lawrence : l'interprète
- Charlie Smith : le prêtre
- Gary Ciula : le technicien dessinateur
- Bradford B. Moody : le vieux dealer
- Dina Corsetti : Mrs. D'Angelo
- Otis Young : le contremaître d'usine d'œufs
- Erica Calman : la victime poignardée